# Daan Durf

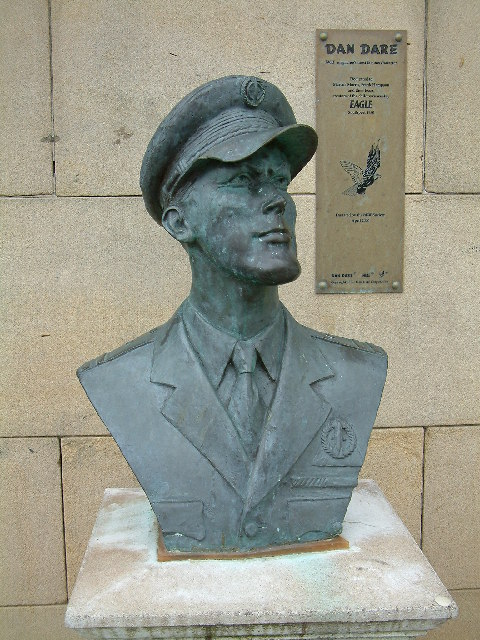
Buste

Daan Durf, oorspronkelijk Dan Dare, is een Britse stripreeks, getekend door Frank Hampson en geschreven door Marcus Morris. Samen met Jeff Hawke is Dan Dare een van de bekendste sciencefiction striphelden van Groot-Brittannië. Frank Hampson en de dominee Marcus Morris  waren de stichters van het stripblad Eagle. Ze bedachten ruimtepiloot Dan Dare voor het eerste nummer van Eagle in april 1950. Verschillende tekenaars tekenden in studioverband de strip Dan Dare, onder andere Harold Jones, Desmond Walduck, Frank Bellamy, Keith Watson en Donald Harley. Als scenaristen werkten Alan Strancks, Eric Eden en David Motton aan deze stripreeks. De strip werd stopgezet in 1967.
Een strip met dezelfde naam werd later nog gepubliceerd door het blad Lion, maar deze strip stond los van de oorspronkelijke Dan Dare.
De strip werd naar verschillende talen vertaald. In Nederland werd Dan Dare Daan Durf, piloot van de toekomst, met enkele albumuitgaven bij uitgeverij Rostrum. In Frankrijk werd het personage herdoopt in Dan Dair. Een enkel album werd uitgegeven door Les Humanoïdes associés in 1977 onder de titel Quatre jours pour sauver la terre. 

## Inhoud
Dan Dare speelt zich af rond het jaar 2000. Daniel McGregor Dare is kolonel van het ruimteleger dat afhangt van de Verenigde Naties. Dan wordt vergezeld verschillende personages op zijn ontdekkingsreizen in de ruimte: de Amerikaan Hank Hogan, de Fransman Pierre Lafayette, de knappe Jocelyn Peadbody en Digby die voor een komische noot zorgt.